# Lenguas nigerianas centrales
Las lenguas de Nigeria central o lenguas nigerianas centrales (a veces también lenguas platoides) son un subgrupo del grupo Benue-Congo de las lenguas Níger-Congo. Demográficamente las lenguas más importante son el kaje (o Jju) con unos 300 mil hablantes, el birom con unos 200 mil y el tarok con unos 150 mil.

## Clasificación
Cuando el grupo fue propuesto originalmente incluía las lenguas junkoides, las lenguas kainji y  posteriormente las lenguas dakoides también. Las características definitorias de estas lenguas son una propuesta que ha circulado en un borrador (Blench, 2008). El trabajo comparativo con este grupo propuesto es complicado, ya que muchas lenguas tienen fonologías terriblemente complejas mientras que los datos disponibles son pobres.
Internamente el grupo se divide en tres ramas:
- Lenguas kainji
- L. de la meseta de Nigera central
- Lenguas jukunoides
- Lenguas dakoides

## Descripción lingüística
La principal fuente para la comparación léxica y el trabajo de clasificación de las lenguas platoides sigue siendo el BCCW (Benue-Congo Comparative Wordlist, Williamson y Shimizu (1968) y Williamson (1973)).

### Comparación léxica
Los numerales para diferentes lenguas nigerianas centrales son:
| GLOSA | PROTO- KAINJI | PROTO- MES. NIG. | PROTO- JUKUNOIDE | PROTO- DAKOIDE | PROTO- NIG. CEN. |
| ----- | ------------- | ---------------- | ---------------- | -------------- | ---------------- |
| '1'   | *dĩ(n)/ *ʦun  | *din/ *kʲə-      | *ʣuŋ             | *no-ŋɪ(n)      | *din / *ʦun      |
| '2'   | *rebu/ *ire   | *bar(i)          | *fai             | *bara / *ira   | *βari            |
| '3'   | *taːtu        | *-taːt           | *ʦaːr            | *tara          | *taːtu           |
| '4'   | *na(n)si      | *na(s)i          | *ɲɛ              | *nasa          | *nasi            |
| '5'   | *tan(do)      | *toːn-           | *ʦoŋ             | *ʦoːŋa         | *cʲo(ː)n-        |
| '6'   | *5+1          | *5+1             | *5+1             | *5+1           | *5+1             |
| '7'   | *5+2          | *5+2             | *5+2             | *5+2           | *5+2             |
| '8'   | *5+3          | *5+3/ *4x2       | *5+3             |                | *5+3             |
| '9'   | *5+4          | *5+4/ *10-1      | *5+4             | *10-1          | *5+4             |
| '10'  | *upʷa/ *kupa  | *kʷop            | *-diub/ *-wub    | *kwop          | *kwop            |